# Rehobeth (Alabama)
 Rehobeth, Alabama és una població dels Estats Units a l'estat d'Alabama. Segons el cens del 2000 tenia 993 habitants.

## Demografia
Segons el cens del 2000, Rehobeth tenia 993 habitants, 375 habitatges, i 292 famílies La densitat de població era de 61,2 habitants/km².
Dels 375 habitatges en un 38,9% hi vivien nens de menys de 18 anys, en un 61,3% hi vivien parelles casades, en un 12% dones solteres, i en un 22,1% no eren unitats familiars. En el 20,3% dels habitatges hi vivien persones soles el 8,5% de les quals corresponia a persones de 65 anys o més que vivien soles. El nombre mitjà de persones vivint en cada habitatge era de 2,65 i el nombre mitjà de persones que vivien en cada família era de 3,04.
Per edats la població es repartia de la següent manera: un 27,5% tenia menys de 18 anys, un 8,9% entre 18 i 24, un 30% entre 25 i 44, un 21,9% de 45 a 60 i un 11,8% 65 anys o més.
L'edat mediana era de 37 anys. Per cada 100 dones hi havia 96,6 homes. Per cada 100 dones de 18 o més anys hi havia 91 homes.
La renda mediana per habitatge era de 34.267 $ i la renda mediana per família de 39.625 $. Els homes tenien una renda mediana de 31.513 $ mentre que les dones 21.518 $. La renda per capita de la població era de 17.149 $. Aproximadament el 12,6% de les famílies i el 14,2% de la població estaven per davall del llindar de pobresa.

## Poblacions més properes
El següent diagrama mostra les poblacions més properes.